# Emil Schuster
Emil Schuster (* 4. Februar 1921 in Schifferstadt; † 2010) war ein deutscher Pädagoge und Schriftsteller.

## Leben
Emil Schuster wuchs in Schifferstadt auf und besuchte das Gymnasium in Speyer. 1940 kam er zur Luftwaffe, wo er vor allem als Stukapilot viele Einsätze flog. Er geriet in Gefangenschaft und kehrte nach deren Ende krank nach Deutschland zurück. Nach dem Zweiten Weltkrieg wurde er Volksschullehrer, ab 1963 Realschullehrer. 1965 war er Leiter der Realschule Haßloch, im Folgejahr an der Anne-Frank-Realschule in  Ludwigshafen, wo er bis 1980 wirkte. Emil Schuster verarbeitete seine Kriegserlebnisse kritisch und realistisch in verschiedenen Romanen, auch engagierte er sich für den Frieden.
Emil Schuster war Mitglied im Verband Deutscher Realschullehrer und im Literarischen Verein der Pfalz. 1966 hieß es in der Jahresversammlung des Literarischen Vereins in Speyer über Emil Schuster: „Frech, spritzig, ein wenig schockierend, glänzend im Stil, nie in den Hinterhofjargon verfallend, der hie und da bei 'modernen' Erzählern anzutreffen ist.“

## Auszeichnungen
- 1991 Pfalzpreis für Literatur des Bezirksverbandes Pfalz[2]
- 1963 Fördergabe des Bezirksverbandes Pfalz
- 1959 Förderpreis des Landes Rheinland-Pfalz

## Werke
- Die Staffel, Roman. Hanser, München 1958
- Randfiguren, Roman. Hanser, München 1960
- Der Schatten, Jahresgabe des Literarischen Vereins der Pfalz 1964
- Drei Frauen, Liebesgeschichten. Pfälzische Verlagsanstalt 1982
- Die Leidenschaft, am Leben zu bleiben, Roman. Wiesbaden, München, Limes-Verlag 1987
- Der Schelius, Roman. Pfälzische Verlagsanstalt 1991, ISBN 978-3-87629-205-2
- Die Füsse im Feuer, Erzählungen. cjm Speyer 1993, ISBN 978-3-929015-22-5